# Svenska damhockeyligan
Svenska damhockeyligan (SDHL), under perioden 1 juli 2021–30 juni 2026 benämnd Svenska Spel Damhockeyligan i sponsorsammanhang då Svenska Spel är huvudsponsor,  bildades 2008 och är den högsta serien inom ishockey för damer i Sverige. Serien innehåller tio lag och organiseras av Svenska Ishockeyförbundet. Under åren 2008–2016 benämndes den Riksserien. 
Det lag som vinner en match i serien får tre poäng för seger efter ordinarie 60 minuters spel, vinner laget efter fem minuters sudden eller efter straffar får laget två poäng. Förlorar laget efter sudden eller straffar får de en poäng, och förlorare efter ordinarie 60 minuter får noll poäng.
Inför säsongen 2016/2017 bytte serien namn till Svenska damhockeyligan (SDHL).
Den 1 juli 2021 blev Svenska Spel huvudsponsor för ligan fram till 30 juni 2026. I samband med det ändrades det officiella namnet till Svenska Spel Damhockeyligan.
Inför säsongen 2022–2023 tilläts tacklingar. medan målkameror infördes inför säsongen 2024–2025.

## Om serien

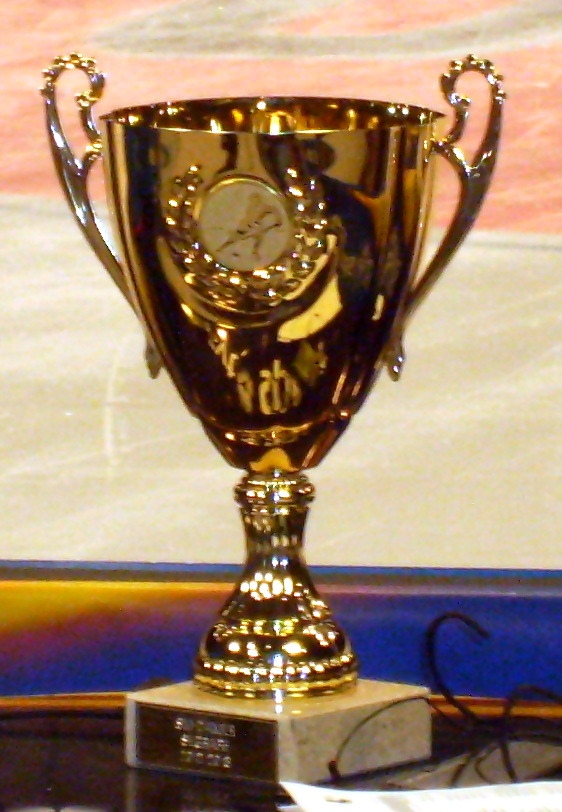
Pokalen

Riksserien 2008: Riksserien i ishockey för damer startades för att bättra på kvaliteten på svensk damishockey, med fler jämna matcher mot bra motstånd. Så de två bästa lagen från den norra respektive södra Div 1-serierna samt de fyra bästa från den östra serien som spelades under hösten 2007 var med och spelade Riksseriens första säsong under våren 2008, med premiärdatum den 16 januari. De åtta deltagande lagen mötte varandra hemma och borta en gång, vilket gav 14 omgångar. Lag 1–4 gick direkt till SM-kvartsfinal, medan lag 5–8 spelade åttondelsfinaler mot segrarna från de fyra Division 1-serierna som spelades under våren 2008. Premiärmålskytt för Riksserien var Linköpings HC:s Emma Bäckström som gjorde 1–0 i bortamatchen mot Växjö Lakers Ladies efter 03:27 av den första perioden. Första svenska mästarinnor för Riksserien blev Segeltorps IF efter att ha besegrat AIK i SM-finalen med 5–2 på Johanneshovs isstadion i Stockholm.
Riksserien 2008/2009: Inför säsongen 2008/2009 hade Skellefteå AIK och Växjö Lakers Ladies lagt ner sina damlag i ishockey trots att de var kvalificerade att spela i Riksserien även den säsongen. Riksserien spelades trots det som planerat men innehöll den säsongen bara sex lag som mötte varandra två gånger hemma och två gånger borta, vilket gav totalt 20 omgångar. De två bästa lagen gick direkt till semifinal, medan lag tre till sex spelade åttondelsfinaler mot de fyra vinnarna från de fyra Div 1-serierna där vinnarna gick vidare och spelade kvartsfinaler mot varandra. AIK tog revansch på Segeltorps IF för finalförlusten året innan genom att vinna SM-finalen med 5–0 i Arena Jernvallen i Sandviken.
Riksserien 2009/2010: Under våren 2009 spelades det en kvalserie mellan de fyra segrarna från de fyra Division 1-serierna om två platser i Riksserien 2009/2010. De två lag som avancerade till Riksserien var Hanhals IF och Västerås HK, som därmed båda gjorde debut i Riksserien, vilket gjorde att serien åter hade åtta lag. De åtta lagen mötte varandra fyra gånger var (två hemma och två borta), vilket gjorde sammanlagt 28 grundseriematcher. De två bästa lagen gick direkt till semifinal, medan lag tre till sex spelade kvartsfinaler mot varandra. Sjunde laget i serien, Hanhals IF, fick spela kval mot Division 1-laget  Sandvikens IF i ett dubbelmöte om en plats i nästa säsongs Riksserien. Hanhals vann bägge matcherna och kvalificerade sig åter för spel i Riksserien. Ytterligare två Division 1-lag spelade kval om en plats i nästkommande säsongs Riksserien, Munksund-Skuthamns SK och Ormsta HC, där Ormsta vann dubbelmötet och blev klart för Riksserien. Det åttonde och sist placerade laget i serien, Västerås HK, åkte direkt ur Riksserien och fick spela i Div 1 2010/2011. Segeltorps IF blev åter svenska mästarinnor genom att besegra Brynäs IF med 6–0 i SM-finalen som spelades i Himmelstalundshallen i Norrköping.
Riksserien 2010/2011: I juni 2010 beslöt sig Hanhals IF, som vann kvalet mot Sandvikens IK och åter hade kvalificerat sig för spel i Riksserien till säsongen 2010/2011, för att lägga ner sitt damlag vilket gjorde att det uppstod en vakant plats. En förfrågan om den vakanta platsen gick till det bästa laget från Division 1-säsongen 2009/2010, Munksund-Skuthamns SK, som tackade ja till platsen och gjorde därmed debut i Riksserien. Munksund-Skuthamn hade under våren 2010 förlorat i kvalet till Riksserien mot Ormsta HC, vilket gjorde att även Ormsta HC gjorde debut i Riksserien säsongen 2010/2011. Riksseriens åtta lag mötte varandra fyra gånger (två hemma och två borta), vilket gjorde att alla lag spelade sammanlagt 28 grundseriematcher. Att serien har fått den genomslagskraft och att lagen börjar bli jämnare märktes då nykomlingen Munksund-Skuthamn i premiäromgången besegrade det regerande mästarlaget Segeltorps IF med 4–3 efter förlängning. För fjärde året i rad spelade Segeltorp SM-final, och för andra året i rad var det exakt samma lag som spelade i finalen som i bronsmatchen. Segeltorp blev åter svenska mästare efter att ha besegrat Brynäs i Himmelstalundshallen med 2–1 efter sudden death.
Riksserien 2011/2012: I mars 2011 spelades det ett Riksseriekval i två grupper där gruppvinnarna kvalificerade sig för spel i Riksserien säsongen 2011/2012. Sjuan Munksund-Skuthamns SK och åttan Ormsta HC från Riksserien 2010/2011 spelade i varsin grupp och där mötte de två av fyra seriesegrare från de regionala Division 1-serierna, och båda två lyckades hålla sig kvar även om det krävdes förlängning innan Ormsta hade säkrat sitt kontrakt. Seriesegrare blev Brynäs IF som bara förlorade en enda match efter ordinarie matchtid under hela säsongen, och gick tillsammans med MoDo Hockey direkt till semifinalerna. I kvartsfinalerna möttes Segeltorps IF och Linköpings HC (LHC vann 2–0 i matcher) respektive AIK och Munksund-Skuthamns SK (MSSK vann med 2–0 i matcher), och därmed stod det klart att SM-guldet för första gången nånsin kom att hamna utanför Stockholmstrakten. I semifinalerna besegrade Brynäs Munksund-Skuthamn med 2–1 i matcher och MoDo besegrade Linköping med 2–0 i matcher, och därmed möttes ettan och tvåan från Riksserien i SM-finalen som spelades i AXA Sports Center i Södertälje. MoDo Hockey vann SM-finalen över Brynäs med 1–0 och tog därmed sitt första SM-guld.
Riksserien 2012/2013: I mars 2012 avgjordes kvalet till Riksserien 2012/2013 mellan de två sämst placerade lagen i Riksserien 2011/2012, Leksands IF och Ormsta HC samt två lag från AllEttan, HV71 och Sundsvall Wildcats, där de två bästa lagen kvalificerade sig för Riksserien. Leksand gick obesegrade igenom kvalet och fick sällskap till Riksserien av HV71 som vann över både Ormsta och Sundsvall och som därmed gjorde debut i högsta serien.

## Deltagande lag och resultat
Nedanstående tabell visar tabellplaceringarna i SDHL/Riksserien samt det efterföljande SM-slutspelet (bakgrundsfärg).
| Lag                    | 07 08 | 08 09 | 09 10 | 10 11 | 11 12 | 12 13 | 13 14 | 14 15 | 15 16 | 16 17 | 17 18 | 18 19 | 19 20 | 20 21 | 21 22 | 22 23 | 23 24 |
| ---------------------- | ----- | ----- | ----- | ----- | ----- | ----- | ----- | ----- | ----- | ----- | ----- | ----- | ----- | ----- | ----- | ----- | ----- |
| AIK                    | 1     | 2     | 5     | 6     | 4     | 2     | 3     | 2     | 3     | 5     | 7     | 8     | 5     | 8     | 9     | 9     | 10    |
| Brynäs IF              | 5     | 4     | 2     | 3     | 1     | 3     | 4     | 5     | 7     | 6     | 8     | 7     | 3     | 2     | 1     | 2     | 3     |
| Djurgårdens IF         |       |       |       |       |       |       |       |       | 4     | 2     | 4     | 6     | 4     | 4     | 6     | 3     | 5     |
| Frölunda HC            |       |       |       |       |       |       |       |       |       |       |       |       |       |       |       |       | 4     |
| Göteborg HC            |       |       |       |       |       |       |       |       |       |       | 10    | 10    | 10    | 10    | 10    | 10    | [ a ] |
| Hanhals IF             |       |       | 7     |       |       |       |       |       |       |       |       |       |       |       |       |       |       |
| HV71                   |       |       |       |       |       | 8     |       |       | 6     | 4     | 5     | 5     | 1     | 3     | 4     | 8     | 9     |
| Leksands IF            | 6     | 6     | 6     | 5     | 7     | 6     | 5     | 3     | 5     | 7     | 6     | 4     | 8     | 9     | 8     | 6     | 8     |
| Linköping HC Dam       | 4     | 5     | 3     | 4     | 5     | 4     | 2     | 1     | 2     | 3     | 2     | 3     | 7     | 5     | 2     | 7     | 6     |
| Luleå HF               |       |       |       |       |       |       |       |       | 1     | 1     | 1     | 1     | 2     | 1     | 3     | 1     | 1     |
| Modo Hockey            | 3     | 3     | 4     | 2     | 2     | 1     | 1     | 4     | 8     | 8     | 3     | 2     | 9     | 6     | 5     | 4     | 2     |
| Munksund-Skuthamns SK  |       |       |       | 7     | 6     | 5     | 6     | 6     | [ b ] |       |       |       |       |       |       |       |       |
| Ormsta HC              |       |       |       | 8     | 8     |       |       |       |       |       |       |       |       |       |       |       |       |
| SDE HF                 |       |       |       |       |       |       |       | 7     | 10    | 10    | 9     | 9     | 6     | 7     | 7     | 5     | 7     |
| Segeltorps IF          | 2     | 1     | 1     | 1     | 3     | 7     | 8     |       |       |       |       |       |       |       |       |       |       |
| Skellefteå AIK         | 7     | [ c ] |       |       |       |       |       |       |       |       |       |       |       |       |       |       |       |
| Sundsvall Wildcats     |       |       |       |       |       |       | 7     | 8     | 9     | 9     | [ d ] |       |       |       |       |       |       |
| VIK Västerås HK        |       |       | 8     |       |       |       |       |       |       |       |       |       |       |       |       |       |       |
| Växjö Lakers Ladies HC | 8     | [ c ] |       |       |       |       |       |       |       |       |       |       |       |       |       |       |       |

Förklaring till tabellerna
| Svenska mästare | Kvalspel                |
| SM-finalist     | Direkt nerflyttning     |
| SM-Brons        | Slutförde inte säsongen |
| SM-semifinal    | 10 – Placering i serien |
| SM-kvartsfinal  | – nerflyttad            |

Anmärkningar
1. ↑  Drog sig ur SDHL under säsongen 2022/2023.
2. 1 2  År 2015 gick MSSK samman med Luleå HF:s damsektion till Luleå HF/MSSK. Oftast kallas de bara Luleå HF.
3. 1 2  Inför säsongen 2008/09 lades laget ner.
4. ↑  Sommaren 2017 läggs Sundsvalls Wildcats ner.

## Maratontabell för SDHL
Uppdaterad 11 mars 2023 efter avslutad grundserie 2022/2023.
SDHL = Säsonger i SDHL, SM = Spelade matcher, V = Vinster, O = Oavgjorda, F = Förluster, VÖ = Vinst efter förlängning eller straffar, GM = Gjorda mål, IM = Insläppta mål, MSK = Målskillnad, Pts = Poäng

## Vinnaren av poängligan i Riksserien-Svenska damhockeyligan
Not: SM = Spelade matcher, M = Mål, A = Assists, Pts = Poäng
| Säsong    | Nationalitet | Spelare           | Lag           | SM | M  | A  | Pts |
| --------- | ------------ | ----------------- | ------------- | -- | -- | -- | --- |
| 2008      | Sverige      | Maria Rooth       | AIK           | 14 | 16 | 15 | 31  |
| 2008/2009 | Sverige      | Maria Rooth       | AIK           | 20 | 18 | 22 | 40  |
| 2009/2010 | Österrike    | Denise Altmann    | Linköpings HC | 28 | 31 | 31 | 62  |
| 2010/2011 | Danmark      | Josefine Jakobsen | Segeltorps IF | 27 | 33 | 25 | 58  |
| 2011/2012 | Österrike    | Denise Altmann    | Linköpings HC | 25 | 32 | 23 | 55  |
| 2012/2013 | Österrike    | Denise Altmann    | Linköpings HC | 27 | 28 | 23 | 51  |
| 2013/2014 | Österrike    | Denise Altmann    | Linköpings HC | 28 | 27 | 29 | 56  |
| 2014/2015 | Österrike    | Denise Altmann    | Linköpings HC | 28 | 24 | 43 | 67  |
| 2015/2016 | Finland      | Michelle Karvinen | Luleå HF/MSSK | 36 | 37 | 42 | 79  |
| 2016/2017 | Finland      | Michelle Karvinen | Luleå HF/MSSK | 31 | 30 | 40 | 70  |
| 2017/2018 | Finland      | Michelle Karvinen | Luleå HF/MSSK | 34 | 30 | 38 | 68  |
| 2018/2019 | Kanada       | Michela Cava      | Modo Hockey   | 36 | 27 | 37 | 64  |
| 2019/2020 | Schweiz      | Lara Stalder      | Brynäs IF     | 36 | 42 | 29 | 71  |
| 2020/2021 | Schweiz      | Lara Stalder      | Brynäs IF     | 36 | 31 | 51 | 82  |
| 2021/2022 | Schweiz      | Lara Stalder      | Brynäs IF     | 33 | 34 | 55 | 89  |

## Kval till Riksserien
- Kvalet till Riksserien våren 2009
- Kvalet till Riksserien våren 2011
- Kvalet till Riksserien våren 2012
- Kvalet till Riksserien våren 2013

## Svenska medaljörer genom tiderna
1985, 1986 och 1987 spelades svenska riksmästerskap. Officiella Svenska mästerskap i ishockey för damer har avgjorts varje år sedan starten 1988. Flest officiella SM-guld har Nacka HK med 9 SM-titlar. Noterbart är att samtliga SM-guld från 1988 till 2011 gick till lag ifrån Stockholmstrakten innan Modo Hockey bröt sviten 2012.
| Säsong                   | Guld                     | Silver                   | Brons                    | SM-Final                 | Resultat                 |
| Svenska riksmästerskapet | Svenska riksmästerskapet | Svenska riksmästerskapet | Svenska riksmästerskapet | Svenska riksmästerskapet | Svenska riksmästerskapet |
| ------------------------ | ------------------------ | ------------------------ | ------------------------ | ------------------------ | ------------------------ |
| 1984/1985                | Nacka HK                 | Modo AIK                 | Diö GoIF                 | gruppspel                |                          |
| 1985/1986                | Nacka HK                 | Danderyds SK             | Modo AIK                 | gruppspel                |                          |
| 1986/1987                | Nacka HK                 | Modo AIK                 | Diö GoIF                 | gruppspel                |                          |
| Svenska mästerskapet     |                          |                          |                          |                          |                          |
| 1987/1988                | Nacka HK                 | FoC Farsta               | Modo HK                  | Nacka–Farsta             | 11–0                     |
| 1988/1989                | Nacka HK                 | Modo HK                  | Alvesta SK               | Nacka–Modo               | 3–2                      |
| 1989/1990                | Nacka HK                 | Alvesta SK               | FoC Farsta               | Nacka–Alvesta            | 7–0                      |
| 1990/1991                | Nacka HK                 | Alvesta SK               | FoC Farsta               | Nacka–Alvesta            | 9–0                      |
| 1991/1992                | Nacka HK                 | FoC Farsta               | Brynäs IF                | Nacka–Farsta             | 3–1                      |
| 1992/1993                | Nacka HK                 | FoC Farsta               | Veddige HK               | Nacka–Farsta             | 4–3                      |
| 1993/1994                | Nacka HK                 | FoC Farsta               | Brynäs IF                | Nacka–Farsta             | 3–0                      |
| 1994/1995                | FoC Farsta               | Nacka HK                 | Västerhaninge IF         | Farsta–Nacka             | 5–1                      |
| 1995/1996                | Nacka HK                 | FoC Farsta               | Västerhaninge IF         | Nacka–Farsta             | 6–5                      |
| 1996/1997                | FoC Farsta               | Västerhaninge IF         | Nacka HK                 | Farsta–Västerhaninge     | 4–3 (SD 07:40)           |
| 1997/1998                | Nacka HK                 | FoC Farsta               | Veddige HK               | Nacka–Farsta             | 3–0                      |
| 1998/1999                | M/B Hockey               | AIK                      | Modo HK                  | M/B–AIK                  | 8–1                      |
| 1999/2000                | M/B Hockey               | AIK                      | Veddige HK               | M/B–AIK                  | 4–3 (efter str.)         |
| 2000/2001                | M/B Hockey               | AIK                      | Modo HK                  | M/B–AIK                  | 6–3                      |
| 2001/2002                | M/B Hockey               | Modo HK                  | AIK                      | M/B–Modo                 | 9–1                      |
| 2002/2003                | M/B Hockey               | AIK                      | Modo HK                  | M/B–AIK                  | 7–3                      |
| 2003/2004                | AIK                      | Limhamn HC               | M/B Hockey               | AIK–Limhamn              | 5–2                      |
| 2004/2005                | M/B Hockey               | AIK                      | Modo HK                  | M/B–AIK                  | 4–3                      |
| 2005/2006                | M/B Hockey               | Modo HK                  | Örebro HK                | M/B–Modo                 | 2–1                      |
| 2006/2007                | AIK                      | Segeltorps IF            | Modo HK                  | AIK–Segeltorp            | 2–1 (SD 01:47)           |
| 2007/2008                | Segeltorps IF            | AIK                      | Modo HK                  | Segeltorp–AIK            | 5–2                      |
| 2008/2009                | AIK                      | Segeltorps IF            | Modo HK                  | AIK–Segeltorp            | 5–0                      |
| 2009/2010                | Segeltorps IF            | Brynäs IF                | Modo HK                  | Segeltorp–Brynäs         | 6–0                      |
| 2010/2011                | Segeltorps IF            | Brynäs IF                | Linköpings HC            | Segeltorp–Brynäs         | 2–1 (SD 10:36)           |
| 2011/2012                | Modo HK                  | Brynäs IF                |                          | Modo–Brynäs              | 1–0                      |
| 2012/2013                | AIK                      | Brynäs IF                |                          | AIK–Brynäs               | 2–1                      |
| 2013/2014                | Linköpings HC            | Modo HK                  |                          | Linköping–Modo           | 3–2 (SD 01:06)           |
| 2014/2015                | Linköpings HC            | AIK                      |                          | Linköping–AIK            | 5–0                      |
| 2015/2016                | Luleå HF                 | Linköpings HC            |                          | Luleå–Linköping          | 4–1                      |
| 2016/2017                | Djurgårdens IF           | HV71                     |                          | Djurgården–HV71          | 2–0                      |
| 2017/2018                | Luleå HF                 | Linköpings HC            |                          | Luleå–Linköping          | 2–0                      |
| 2018/2019                | Luleå HF                 | Linköpings HC            |                          | Luleå–Linköping          | 3–2                      |
| 2019/2020                | Ingen mästare utsedd     | Ingen mästare utsedd     | Ingen mästare utsedd     | HV71-Luleå               | Ingen mästare utsedd     |
| 2020/2021                | Luleå HF                 | Brynäs IF                |                          | Luleå–Brynäs             | 3–0                      |
| 2021/2022                | Luleå HF                 | Brynäs IF                |                          | Luleå–Brynäs             | 3–2                      |
| 2022/2023                | Luleå HF                 | Brynäs IF                |                          | Luleå–Brynäs             | 3–0                      |
| 2023/2024                | Luleå HF                 | Modo                     |                          | Luleå–Modo               | 3–0                      |
| 2024/2025                | Frölunda HC              | Luleå HF                 |                          | Frölunda–Luleå           | 3–0                      |

## Medaljligan genom tiderna
Uppdaterad 20 mars 2023
| Pos | Lag              | Guld | Silver | Brons | Medaljer |
| --- | ---------------- | ---- | ------ | ----- | -------- |
| 1   | Nacka HK         | 9    | 1      | 1     | 11       |
| 2   | M/B Hockey       | 7    | 0      | 1     | 8        |
| 3   | Luleå HF/MSSK    | 7    | 0      | 0     | 7        |
| 4   | AIK              | 4    | 6      | 1     | 11       |
| 5   | Segeltorps IF    | 3    | 2      | 0     | 5        |
| 6   | FoC Farsta       | 2    | 6      | 2     | 10       |
| 8   | Linköpings HC    | 2    | 3      | 1     | 4        |
| 7   | MoDo Hockey      | 1    | 5      | 9     | 15       |
| 9   | Djurgårdens IF   | 1    | 0      | 0     | 1        |
| 10  | Frölunda HC      | 1    | 0      | 0     | 1        |
| 11  | Brynäs IF        | 0    | 7      | 2     | 9        |
| 12  | Alvesta          | 0    | 2      | 1     | 3        |
| 13  | Västerhaninge IF | 0    | 1      | 2     | 3        |
| 14  | Limhamn HC       | 0    | 1      | 0     | 1        |
| 15  | HV71             | 0    | 1      | 0     | 1        |
| 16  | Veddige HK       | 0    | 0      | 2     | 2        |
| 17  | Vallentuna BK    | 0    | 0      | 1     | 1        |
| 18  | Örebro HK        | 0    | 0      | 1     | 1        |

## TV-sändningar
SM-finalerna har de senaste åren sänts av SVT som äger rättigheterna till dessa.
Den 3 mars 2018 sändes en match för första gången av C More och Sportkanalen då Brynäs-Modo spelade i Gavlerinken Arena. Matchen kommenterades av Mats Lilja och expertkommentatorn Maria Rooth.

### Fotnoter
1. ↑  Lisa Edwinsson (18 mars 2016). ”Ny riksorganisation ska lyfta damhockeyn”. Dagens nyheter. https://www.dn.se/sport/ishockey/ny-riksorganisation-ska-lyfta-damhockeyn/. Läst 18 mars 2016.
2. ↑  Konrad Olsson (18 mars 2016). ”Riksserien byter namn till hösten”. Norrbottenskuriren. https://kuriren.nu/sport/riksserien-byter-namn-till-hosten-8776995.aspx. Läst 18 mars 2016.
3. ↑  ”Historisk satsning på svensk damhockey när Svenska Spel blir ny huvudsponsor åt SDHL, SHL och HA”. Svenska Spel. 2 juni 2021. https://om.svenskaspel.se/koncernnyheter/historisk-satsning-pa-svensk-damhockey-nar-svenska-spel-blir-ny-huvudsponsor-at-sdhl-shl-och-ha/. Läst 10 augusti 2023.
4. ↑  Christoffer Ellert (20 maj 2022). ”Tacklingar tillåts i svensk damhockey” (på svenska). SVT Sport. https://www.svt.se/sport/ishockey/tacklingar-tillats-i-svensk-damhockey. Läst 25 maj 2022.
5. ↑  Sebastian Vognsen (20 juni 2024). ”SDHL inför målkamera inför nästa säsong” (på svenska). SVT Sport. https://www.svt.se/sport/ishockey/sdhl-infor-malkamera-infor-nasta-sasong. Läst 20 juni 2024.
6. ↑  ”SM för damer sedan starten 1988”. Svenska ishockeyförbundet. https://www.swehockey.se/globalassets/svenska-ishockeyforbundet/historik/damer/sm-historik_damer.pdf. Läst 18 mars 2018.
7. ↑  ”SDHL-matchen Brynäs – MODO på C More och Sportkanalen”. 2018. https://www.sdhl.se/artikel/unymajdzm-5nfcdd/sdhl-matchen-brynas-modo-pa-c-more-och-sportkanalen. Läst 3 april 2018.